# Rumble in Hong Kong
Rumble in Hong Kong è un film del 1973 prodotto e diretto da Hdeng Tsu, di genere poliziesco trhiller, con Yuen Qiu, Charlie Chin (famoso per essere uno dei Five Lucky Stars della saga diretta da Samo Hung), Chiang Nan (il boss malavitoso) e Jackie Chan a capo degli sgherri del boss. Il suo personaggio si contraddistingue per un grosso neo sulla guancia destra, classica rappresentazione dei cattivi di Hong Kong anni '70.
La pellicola, insieme a Killer Meteors (1976) e No End of Surprises (1975), è ricordata per avere Jackie in un ruolo malvagio che compie ogni genere di nefandezze. La sfida con Yuen Qiu (sua ex compagna all'accademia dell'opera di Pechino) è l'unico spunto interessante di un film facente parte di una lista di primi esperimenti fatti ad Hong kong che si distaccavano dai Wu Xia e Kung Fu movies.
Il film è uscito nelle sale di Hong Kong il 26 aprile 1973 col titolo Police Woman

## Trama
Delle prove incriminanti rimangono in un taxi, dopo che una donna muore al suo interno. Il tassista (Charlie Chin) viene perseguitato da un criminale (Jackie Chan) e la sua gang. L'uomo viene protetto da una poliziotta sorella della vittima.